# 烏特斯蒂卡爾灣
67°33′S 61°28′E / 67.550°S 61.467°E
烏特斯蒂卡爾灣（英語：Utstikkar Bay）是南極洲的海灣，位於麥克羅伯特森地，處於烏特斯蒂卡爾冰川以東，寬6公里，由挪威製圖師根據該國探險隊的空中照片繪入地圖，名字源自鄰近的烏特斯蒂卡爾冰川。